# British Racing Partnership
British Racing Partnership, BRP, var ett brittiskt formel 1-stall som startades 1958 av racerföraren Stirling Moss far Alfred Moss och Ken Gregory. BRP började tävla i en Cooper-Climax. Säsongen 1959 körde man i BRM, Cooper-Borgward och Cooper-Climax. 1963–1964 tävlade stallet i Lotus-BRM men också i egna bilar. 

## F1-säsonger
| Säsong | Tävlingsnamn               | Bil                  | Motor                       | Däck | Poäng | VM-plac. | Förare 1                                                          | Förare 2                    | Förare 3      |
| ------ | -------------------------- | -------------------- | --------------------------- | ---- | ----- | -------- | ----------------------------------------------------------------- | --------------------------- | ------------- |
| 1958   | British Racing Partnership | Cooper T45           | Climax 1.5 L4               | D    | 0     | (3:a)    | Tom Bridger                                                       |                             |               |
| 1959   | British Racing Partnership | Cooper T51           | Climax 1.5 L4               | D    | 0     | (1:a)    | Ivor Bueb                                                         |                             |               |
| 1959   | British Racing Partnership | Cooper T51           | Borgward                    | D    | 0     | -        | Ivor Bueb                                                         | Chris Bristow               |               |
| 1959   | British Racing Partnership | BRM P25              | BRM 2.5 L4                  | D    | 6     | (3:a)    | Stirling Moss                                                     |                             | Hans Herrmann |
| 1961   | UDT Laystall Racing Team   | Lotus 18 Lotus 18/21 | Climax 1.5 L4               | D    | 0     | (2:a)    | Cliff Allison Lucien Bianchi Juan Manuel Bordeu Olivier Gendebien | Masten Gregory Henry Taylor |               |
| 1962   | UDT Laystall Racing Team   | Lotus 18/21 Lotus 24 | Climax 1.5 L4 Climax 1.5 V8 | D    | 2     | (2:a)    | Innes Ireland                                                     | Masten Gregory              |               |
| 1962   | UDT Laystall Racing Team   | Lotus 24             | BRM 1.5 V8                  | D    | 1     | (8:a)    | Innes Ireland                                                     | Masten Gregory              |               |
| 1963   | British Racing Partnership | Lotus 24             | BRM 1.5 V8                  | D    | 4     | (8:a)    | Jim Hall                                                          | Innes Ireland               |               |
| 1963   | British Racing Partnership | BRP 1                | BRM 1.5 V8                  | D    | 6     | 6:a      | Innes Ireland                                                     |                             |               |
| 1964   | British Racing Partnership | Lotus 24             | BRM 1.5 V8                  | D    | 3     | (8:a)    | Innes Ireland                                                     |                             | Trevor Taylor |
| 1964   | British Racing Partnership | BRP 1 BRP 2          | BRM 1.5 V8                  | D    | 5     | 7:a      | Innes Ireland                                                     | Trevor Taylor               |               |